# Forges d'Hennebont
Les Forges d'Hennebont sont un ancien établissement sidérurgique, situé à Inzinzac-Lochrist (Morbihan). Située en bordure du Blavet, à une vingtaine de kilomètres de Lorient, la commune d'Inzinzac-Lochrist doit son extension aux forges de Kerglaw et de Lochrist connues sous le nom de Forges d'Hennebont. Pour répondre aux besoins croissants des conserveries de légumes et de poissons du sud de la Bretagne, les frères Trottier envisagèrent dès 1860 la création, sur la commune d'Inzinzac-Lochrist, d'une usine métallurgique. Elle appartint successivement aux frères Trottier (de 1861 à 1880), à la Compagnie des Cirages Français  (de 1880 à 1937), à la Société des Forges d'Hennebont et des Dunes (Groupe Firminy) (de 1937 à 1949) et enfin à la Société « Forges d'Hennebont » (de 1949 à 1966). L'ancien laboratoire des forges abrite actuellement l'écomusée des Forges.

## Historique

### Un site propice

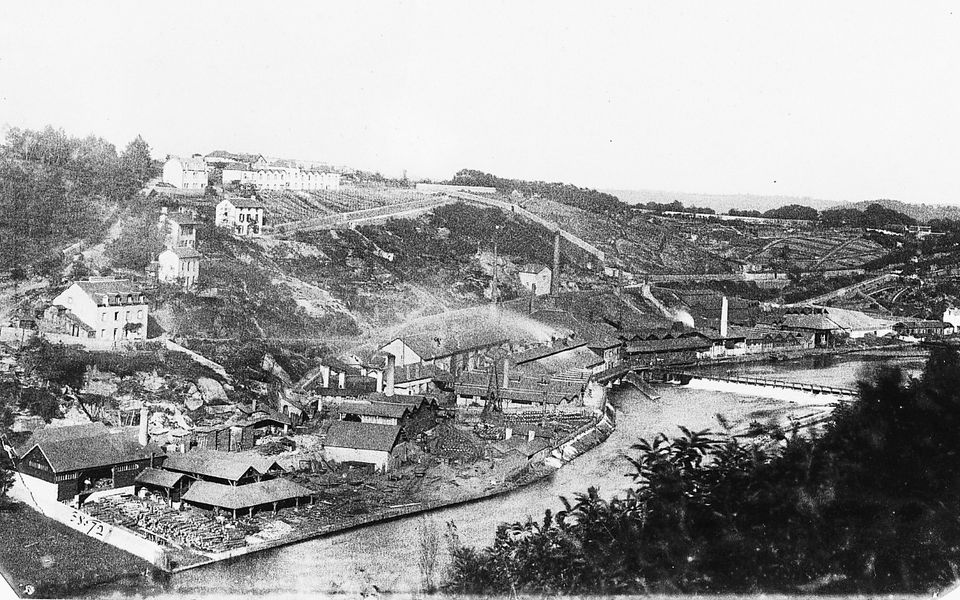
Le site des Forges de Lochrist (Forges d'Hennebont), sur la rive droite du Blavet canalisé.

En 1860, à l'époque de la révolution industrielle, du traité Cobden-Chevalier, pour répondre aux besoins croissants des conserveries de légumes et de poissons du sud de la Bretagne, Émile et Henri Trottier, ingénieurs des Arts et Métiers d'Angers, fondèrent l'« usine à fer » sur leur « propriété de Kerglaw » en Inzinzac-Lochrist, rive droite du canal du Blavet.
Le choix du site a été motivé par plusieurs critères :
- La présence du Blavet, pour le transport fluvial et ses barrages (écluse 26 Grand Barrage et écluse 27 Les Gorets[4]) fournissant une énergie hydraulique peu onéreuse.
- La proximité avec le port fluvial d'Hennebont (chef-lieu de canton) qui relie leur flotte au port de Lorient pour les trafics bois-houille avec l'Angleterre.
- Les forêts voisines pour la fourniture du bois et charbon de bois.
- L'essor de la conserverie de poisson en Bretagne, consommatrice de fer-blanc.
- La main-d'œuvre rurale, abondante et bon marché.

### Les premières décennies d'activité

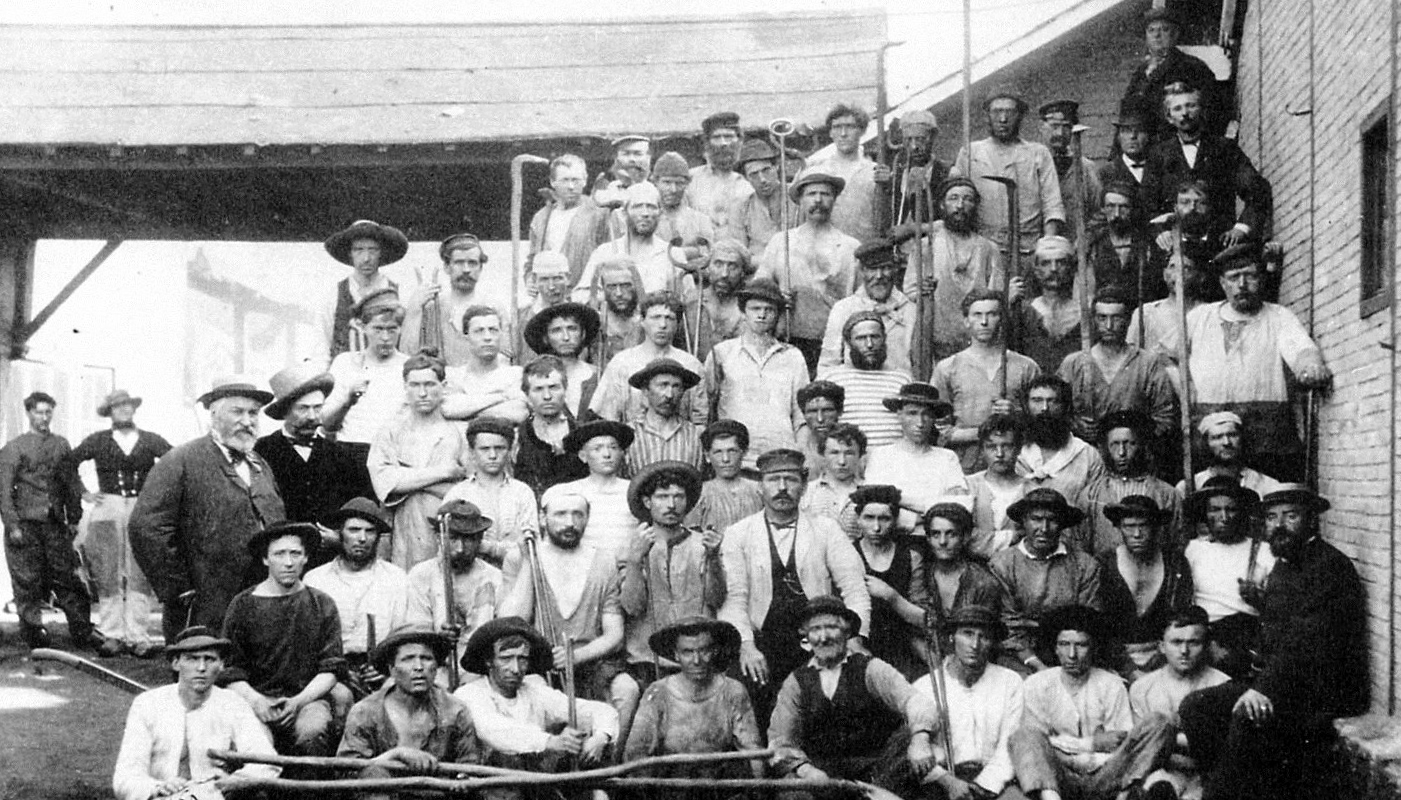
Forges d'Hennebont : lamineurs en 1880 avec, sur la gauche, Henri Trottier.

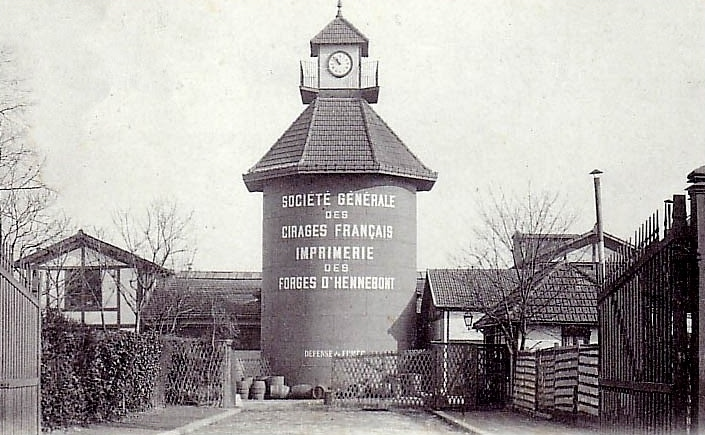
Forges d'Hennebont : entrée de l'imprimerie avec la raison sociale de la "Société générale des cirages français".

L'accroissement de la production de tôle, fer-blanc, fer-noir, fonte et tuyaux en bois de coaltar est rapide :
- 1861 : début de la production avec 250 ouvriers et 250 tonnes produites par an[5].
- 1868 : installation de la première imprimerie sur métaux en France.
- 1869 : les frères Trottier achètent l'île de Lochrist Locastel, à 500 mètres de Kerglaw ; les forges sont alors constituées de deux usines :
  - L'usine de Lochrist où sont installés les laminoirs en 1872.
  - L'usine de Kerglaw qui produit le fer laminé, des tôles et du fer-blanc.

En 1880, alors que les Forges comptent 800 ouvriers et produisent 5 250 tonnes de fer blanc par an, les Trottier entrent dans le giron de la puissante Compagnie des Cirages Français, aux activités industrielles et commerciales multiples (productrice de cirages, produits ménagers, encres…) entre l'Europe et la Russie. Désormais les Forges d'Hennebont se voient dotées de Four Martin pour la production d'acier, (accélérant leur production), et de constructions d'ateliers entre la zone des barrages de Kerglaw-La Montagne et celle du bief de Lochrist.
La revue L'écho des mines et de la mëtallurgie du 11 mai 1890 a publié une description des Forges d' Hennebont.
Dès 1900, les ouvriers créent une caisse de  secours, un centre d'éducation ouvrier, un syndicat et son foyer. Mais les conditions de travail sont très dures et dangereuses : les journées de travail peuvent atteindre 18 heures.

### La grève de 1903
Les Forges d'Hennebont sont ainsi décrites en 1903 :

« Quoique dénommée couramment Forges d'Hennebont, empruntant ainsi le nom du centre qui est le plus voisin, les usines sont situées sur la rive droite du Blavet, à dix kilomètres de son embouchure, et s'étendent au pied d'une colline escarpée, sur plus d'un kilomètre de longeur, dans le territoire de la commune d'Inzinzac, sections de Lochrist et de Kerglaw. Contrairement à ce qui existe prsque toujours pour ce genre d'industrie, le pays ne gfournit aucune matière première à Hennebont. La fonte qui est traitée dans ses hauts-fourneaux vient de Suède et de Longwy (Meurthe-et-Moselle) ; les ferrailles d'un peu partout, mais particulièrement des ports de la Manche. Les charbons destinés à la fusion viennet des ports du Pays de Galles en Angleterre et, de toute évidence, la Société n'est venue, en fondant son usine de Lochrist, que chercher, ainsi qu'elle l'indique elle-même, une main-d'œuvre à bon marché, ajoutant aussitôt ce prpos redoutable de conséquences : « [Si] je suis obligée de payer au prix de nos établissements centraux, nous n'avons plus rien à faire en Bretagne et nous fermerons l'usine ». »

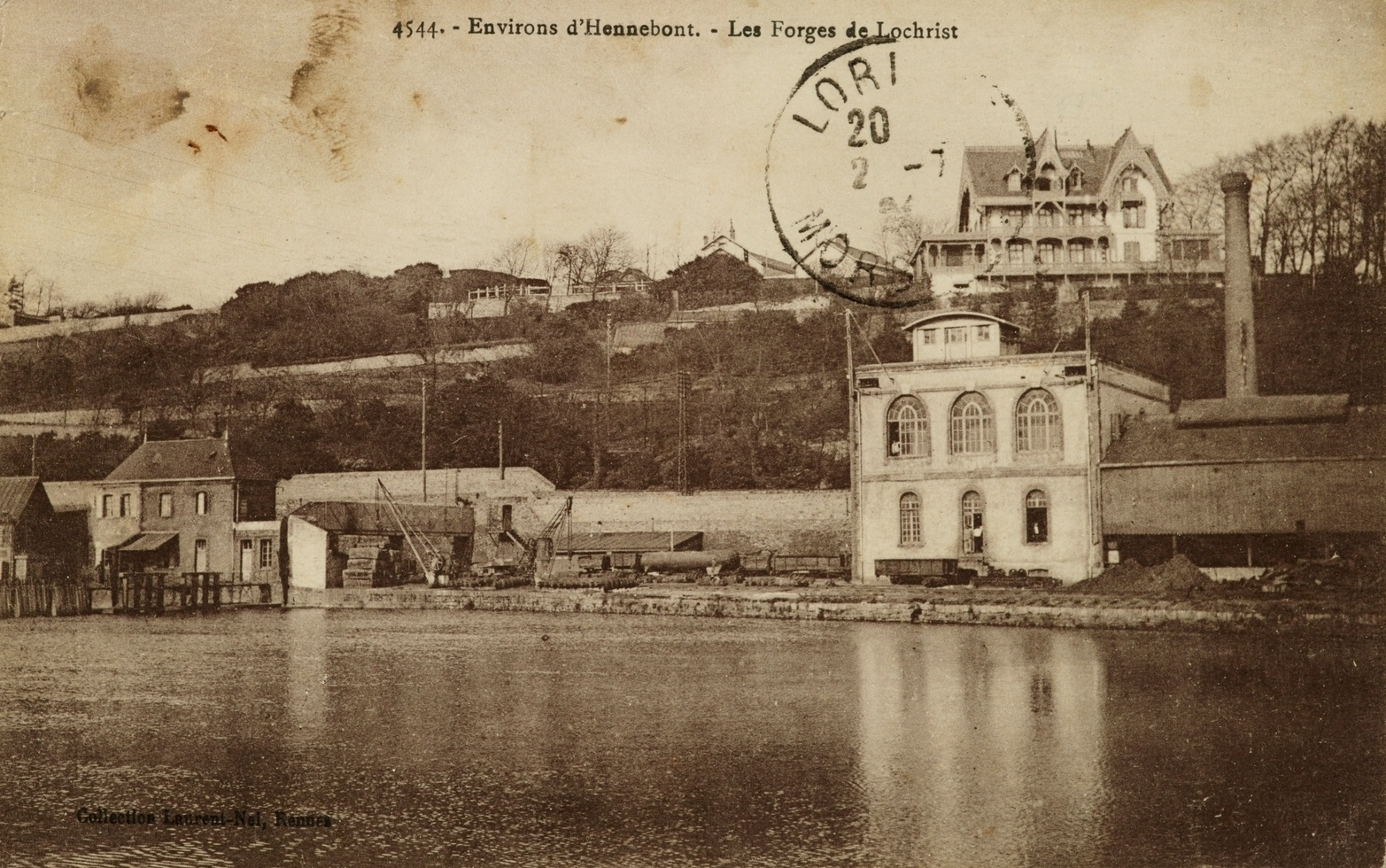
Les forges de Lochrist (forges d'Hennebont) au début du XXe siècle vues depuis le grand barrage sur le Blavet (carte postale).

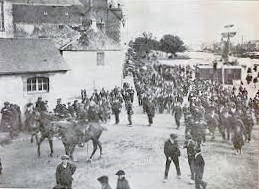
Forges d'Hennebont : la grève de 1903.

En 1903, la suppression de la prime pour le nettoyage dominical des fours et le refus d'augmentation des manœuvres provoque le déclenchement de la première grève importante du site. Elle dure quarante jours, animée par la Confédération générale du travail des Métaux, créée en 1901 et soutenue depuis Paris par la CGT . Les émeutes et les affrontements entre grévistes et forces de l'ordre se multiplient, le climat social devenant de plus en plus insurrectionnel. Plus de 2 000 personnes défilent dans les rues. Abandonnée par les pouvoirs publics, la Société des Cirages Français capitule, c'est la victoire des grévistes et une grande fête est organisée par les grévistes pour saluer leur victoire.
« La grève d'Hennebont s'est terminée par une victoire. Victoire en réalité plus morale que matérielle ; car, pour ma part, je ne saurai que considérer ainsi une augmentation de 0 fr.25 par jour consentie ! à des malheureux qui gagnaient prédemment 1 fr 70 » écrit Jean Grave dans le journal anarchiste Les Temps nouveaux.
En 1906 les ouvriers revendiquent la journée de 8 heures. La grève dure 115 jours pour aboutir à un échec durement ressenti par les ouvriers et leur famille.
Après ces années difficiles des directions Egré-Giband, il reviendra, en 1912, à l'ingénieur des Mines, Camille-Horace Herwegh, dans le contexte favorable à l'industrie d'armement de la guerre 1914-18, de parachever les structures architecturales et sociales du centre sidérurgique de la Bretagne ; ce jusqu'à la veille de la Seconde Guerre mondiale. Il modernisa les Fours Martin et créa une fonderie de bronze et d'acier.

### L'Entre-deux-guerres
La Première Guerre mondiale a dopé les fabrications. La "vallée noire" s'étend désormais sur 2,5 km. Des quartiers ouvriers, une clinique-dispensaire, une salle des fêtes sont construits.

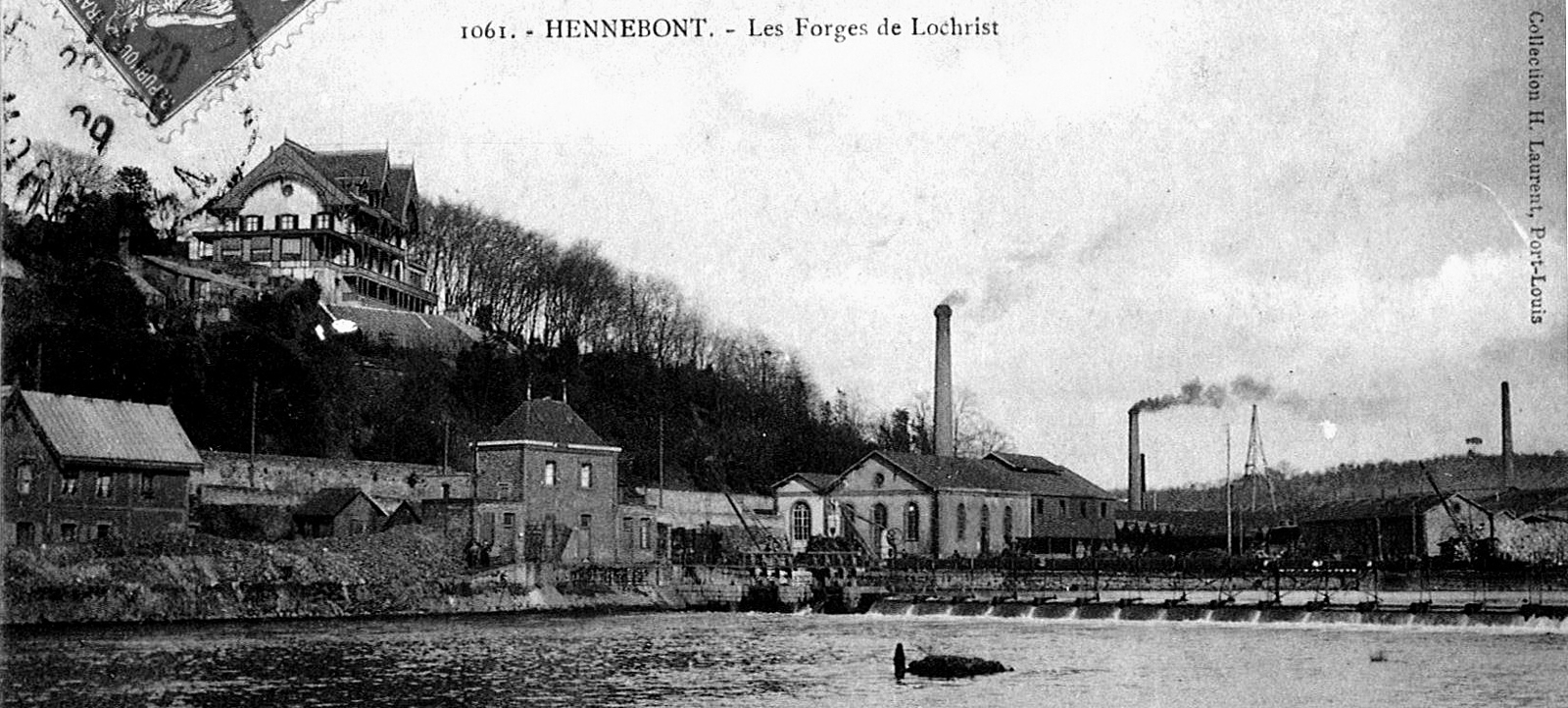
Les Forges de Lochrist (Forges d'Hennebont) et le grand barrage sur le Blavet vers 1920 (carte postale).

En 1936, année du Front populaire, une nouvelle grève survient : les ouvriers obtinrent deux semaines de congés payés et une augmentation de salaire de 12 %.
En 1937 les Forges sont reprsies par la "Société des Forges d'Hennebont et des Dunes" (Groupe Firminy). En 1938, la main-d'œuvre atteint le chiffre de 3 000, et Camille-Horace Herwegh, comme ses prédécesseurs de la direction des forges, siège comme maire à l'hôtel de ville d'Hennebont.

### Pendant la Seconde Guerre mondiale
Pendant la Seconde Guerre mondiale, l'activité de l'usine est paralysée par la pénurie de charbon, la destruction des bateaux, etc.. même si les Forges échappent aux destructions liées aux bombardements de Lorient, puis aux combats de la Poche de Lorient.

### L'après Seconde Guerre mondiale
Malgré la poussée ouvrière de 1946, la menace de fermeture pèse sur cette unité régionale dès le plan Monnet, la nouvelle distribution des concentrations sidérurgiques entre le nord et l'est de la France, les nouvelles techniques de laminage, des Usinor et Sollac. En 1949 est créée la Société "Forges d'Hennebont".
Le plan de modernisation des forges, mené de 1950 à 1958 par la direction Pairault-Gane avec un investissement de 45 millions d'anciens francs, ne suffit pas à redresser des chiffres de production et d'affaire dont le déclin s'accentue.
La perte en 1958 du plus gros client, la régie Renault, condamnant rapidement l'usine, éloignée des grands foyers industriels. « S'étendant sur près de trois kilomètres, elles formaient une véritable ville dans la ville. L'emprise de l'usine s'étendait jusqu'à l'autre rive du Blavet, à Hennebont, où des cités et des villas avaient fleuri pour loger cadres et ouvriers ».
En 1963 la société, qui emploie encore 1 350 salariés, dépose le bilan, mais continue de fonctionner grâce à une aide de l'État. Cet échec résulte de la situation géographique des forges, de la vétusté du matériel et d'une gestion médiocre ; création du « serment d'Hennebont » engageant les ouvriers forgerons et les habitants à lutter contre la fermeture programmée des forges et à jurer de rester unis pour sauver les forges.
En dépit du moratoire accordé, des luttes de la population locale et des organismes de défense, animés principalement par le CGT et le Parti communiste, le gouvernement décide de la fermeture des forges d'Hennebont par décret ministériel du 18 mai 1966.
Les forges d'Hennebont n'ont pas su résister à la concurrence des usines métallurgiques modernes d'Usinor et de Sollac du nord et l'est de la France.
Jusqu'en 1968, on assiste à la reconversion de la main-d'œuvre et à la destruction de l'ancien centre sidérurgique : 300 des 600 derniers ouvriers des Forges d'Hennebont sont dirigés vers la Société bretonne de fonderie et de mécanique (SBFM), filiale de Renault, créée sur le site de Kerpont dans la commune de Caudan près de Lorient.

## L'outil industriel
Les différents bâtiments du site se répartissent sur une étroite bande de terrain d'environ 50 hectares (2,5 kilomètres de long sur 200/300 mètres de large), limitée d'un côté par le Blavet et de l'autre par une falaise de rochers.
Au cours des vingt premières années d'activité, les forges virent leur production augmenter régulièrement :
- 1861 : 750 tonnes.
- 1865 : 1 225 tonnes ; 310 ouvriers.
- 1880 : 5 250 tonnes ; 800 ouvriers
- 1888 : 10 860 tonnes.

En 1936, en pleine lutte sociale, la production fut de 33 000 tonnes de tôles et 9 000 tonnes de fer-blanc. Les forges employaient à cette époque 3 000 ouvriers.
La fin de la Seconde Guerre mondiale annonça le début du déclin des forges. De graves problèmes de modernisation se posaient déjà. À partir de 1957, ils se firent durement sentir et s'aggravèrent jusqu'à la fermeture des forges.
Les forges d'Hennebont étaient constituées d'une trentaine de bâtiments disséminés sur le terrain des forges, dont cinq bâtiments sur l'île de Locastel.

## La vie des forgerons
Entre 1860 et 1966, cinq générations d'hommes et de femmes y travaillèrent.
La plupart des métallurgistes des forges d'Hennebont provenaient de la campagne environnante. Cependant, entre 1860 et 1880, les forges firent appel à des ouvriers du métier, d'où l'arrivée de métallurgistes accompagnés de leur famille, venus de la Nièvre, de la Saône-et-Loire, la Loire et des Côtes-d'Armor.
On assista, dans un premier temps, au choc entre les deux civilisations : celle de la terre et celle de l'industrie, celle de la langue française et de la langue bretonne.

### Le quotidien
La première génération de ces paysans métallurgistes se présenta à l'usine vêtue de ses atours traditionnels de la vie quotidienne : chapeaux ronds, gilets avec parements de velours, sabots. Ils y renoncèrent rapidement, à cause de l'usure et de la salissure que provoquait ce type d'industrie. Seuls les sabots subsistèrent.
Il fallut attendre la troisième, et même la quatrième génération de ces ouvriers, pour transformer l'homme de la terre en homme d'usine.
Ouvriers issus pour la plupart du monde rural, ils furent souvent victimes d'accidents du travail, parfois mortels : brûlures, coupures, fractures, noyades. Au début des forges, les accidents étaient quotidiens, car les mesures de sécurité étaient quasi inexistantes. On dénombrait environ 500 accidents par an, mais entre 1912 et 1939, ce nombre pouvait atteindre presque le double. C'est dire que les ouvriers et leur famille vivaient perpétuellement dans la crainte de l'accident, car la mutilation et la mort faisaient partie de la vie quotidienne des forgerons.
Ces anciens paysans apportèrent leur façon de vivre sur les bords du Blavet : les enfants étaient éduqués sévèrement, les femmes - mères et épouses avant tout - étaient fermement attachées à la bonne marche de leur foyer. Courage, sens de l'effort, étaient des qualités innées chez ces métallurgistes en sabots qui maintenaient leurs pratiques religieuses.
La vie quotidienne était rude, sans fantaisie. La nourriture de base de la famille était simple, l'essentiel étant que « le ventre soit plein » : patates et cochonnailles, crêpes et bouillies de blé noir, poisson le vendredi. Voilà pour l'ordinaire. Le soir, on se contentait d'une soupe de légumes, de pain trempé ou d'un grand bol de café‚ avec des tartines.
Les forges d'Hennebont employaient non seulement des hommes, mais également des femmes et des enfants à partir de 12 ans. Ces derniers subissaient les mêmes conditions de travail que leurs pères qu'ils accompagnaient (journée de plus de 8 heures, travail de nuit…). Ces enfants ne fréquentaient donc pas l'école, assez éloignée de l'usine. Très peu savaient lire et écrire.
Les hommes travaillaient quotidiennement entre 12 et 16 heures d'affilée.
Le travail était pénible : on peut le comparer aux travaux dans les mines de charbon du nord de la France. Il est question de chaleur, de cadences infernales, de gaz ; beaucoup d'ouvriers mouraient de tuberculose. Ceux qui travaillaient aux laminoirs en gardaient des souvenirs de forçats.
La nécessité de boire, notamment du cidre, pour supporter la chaleur des fours favorisait l'alcoolisme.
Il fallut attendre 1925 pour que les ouvriers des forges bénéficient de la journée de huit heures (loi votée en 1919). Le travail était rythmé par le son de la sirène que l'on entendait à 5 kilomètres à la ronde, annonçant le changement d'équipe, le travail se faisant en 3x8.

### Les logements
Les installations techniques des forges transformèrent complètement les bords du Blavet. Mais des constructions à caractère social vinrent s'y ajouter. Les maîtres des forges firent construire des logements pour le personnel.
Les cités de maisons ouvrières virent le jour autour de l'enclos de l'usine : La Montagne dont les premiers bâtiments datent de 1880 environ, puis Langroise, Malachappe, Kerglaw-Lochrist. Ces villages offraient de médiocres possibilités de logement : une ou deux pièces en moyenne où devaient vivre des familles de plus de 8 personnes.
À cette sorte de ghetto des cités ouvrières s'opposait l'habitat des maîtres : trois châteaux furent construits, dominant le Blavet. Une trentaine de pavillons et d'appartements spacieux et confortables furent également construits pour les cadres… Kerglaw, Le Bunz, Locqueltas, Hennebont, Saint Piaux.
Enfin, de hauts murs crêtés de tessons de bouteille achevèrent de délimiter l'espace social : le territoire des ouvriers et le territoire du maître.
En 1953, la société disposait pour son personnel de 287 logements.

### Les installations publiques
Des équipements communs venaient renforcer l'identité de cette communauté de métallos.
- En 1920, fut construite une clinique-dispensaire. Elle fut modernisée en 1951 et comprenait un centre chirurgical, 19 lits, un service médico-social, avec un médecin du travail et une assistante sociale.
- Une salle des fêtes pouvant accueillir 500 personnes.
- L'école des apprentis fut réalisée en 1940 pour les jeunes qui y restaient trois ans en formation. Elle admettait des enfants de 12 à 16 ans ; on y enseignait le dessin industriel, les mathématiques, le français, la législation du travail et bien sûr les différents métiers du fer. Cette école était très prisée par les familles ouvrières, mais bien peu de leurs enfants y eurent accès.
- Les enfants eurent à leur disposition un parc de jeux d’un hectare dans la propriété de Locqueltas, acquise en 1949 par la société.

## Depuis la fermeture des Forges: l'écomusée industriel
Lochrist est traumatisé, sans perspectives, pendant plus de dix ans, jusqu'à ce qu'une association soit créée en 1978, animée principalement par Gabrielle Le Rouzic, qui œuvre pour la création en 1984 d'un écomusée de l'histoire ouvrière, même si, pendant longtemps, une partie de la population, notamment les derniers ouvriers des Forges, feront le détour, même si nombre d'entre eux finiront par fournir objets et témoignages à l'écomusée. Mais le site n'a pas été préservé, la loi de 1975 sur la protection du patrimoine industriel survenant trop tard. Un jardin public a été aménagé à la place des laminoirs.

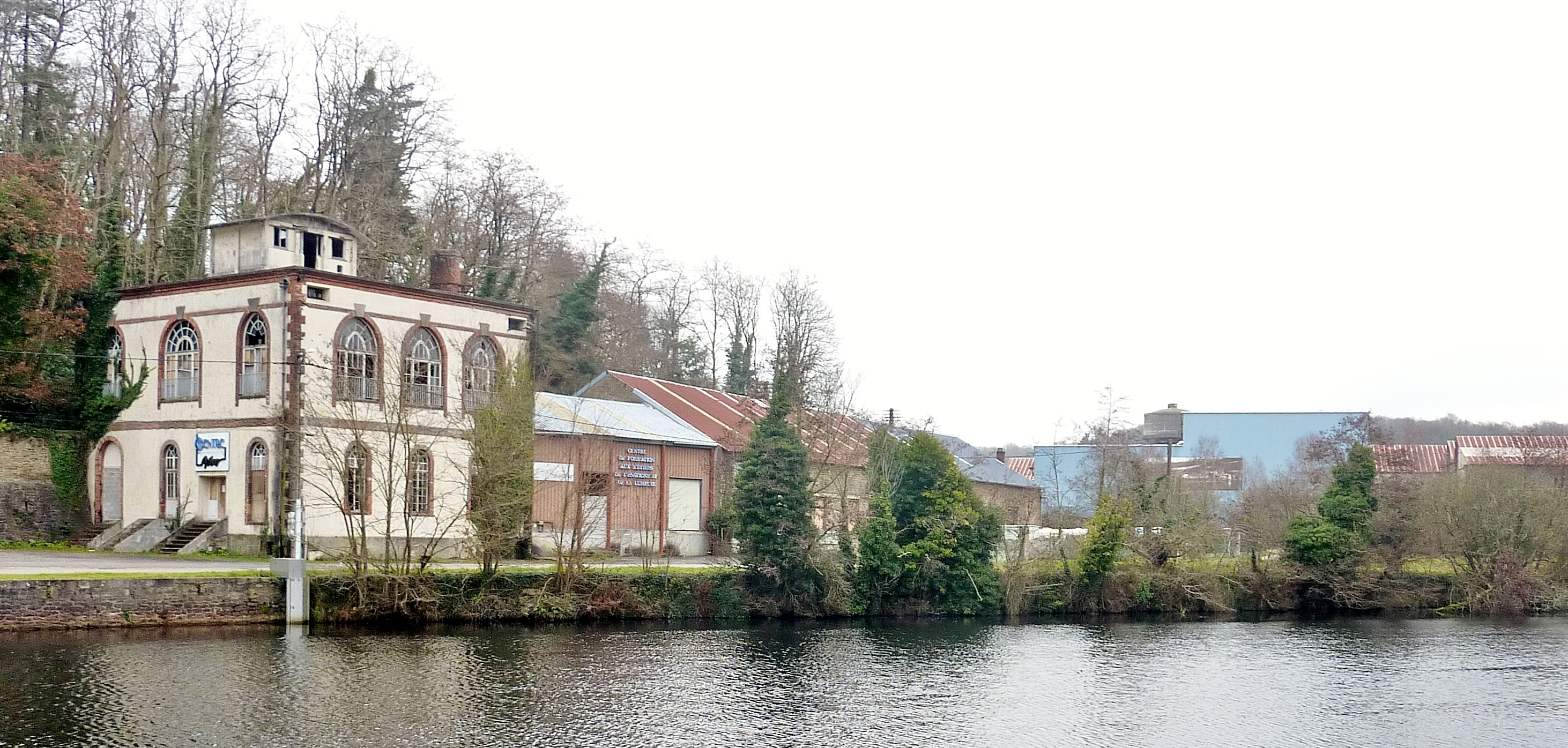
Le site des anciennes Forges d'Hennebont vu de la rive gauche du Blavet en 2017.

- Le musée des Métallurgistes des forges d'Hennebont est installé dans l'ancien laboratoire des Essais physiques et chimiques sur métal : 18 salles sur trois niveaux accueillent le public : histoire, technologie du métal, ethnologie, animation audiovisuelle.
- La maison de l'Eau : ancienne maison du garde des forges de Kerglaw, à 300 mètres du Musée des métallurgistes, présentait une étude de l’environnement fluvial : une salle des aquariums, six salles d’exposition sur l’infrastructure, les données géographiques et historiques du canal du Blavet, sa batellerie et la mémoire des bateliers. Ce site est désormais fermé.

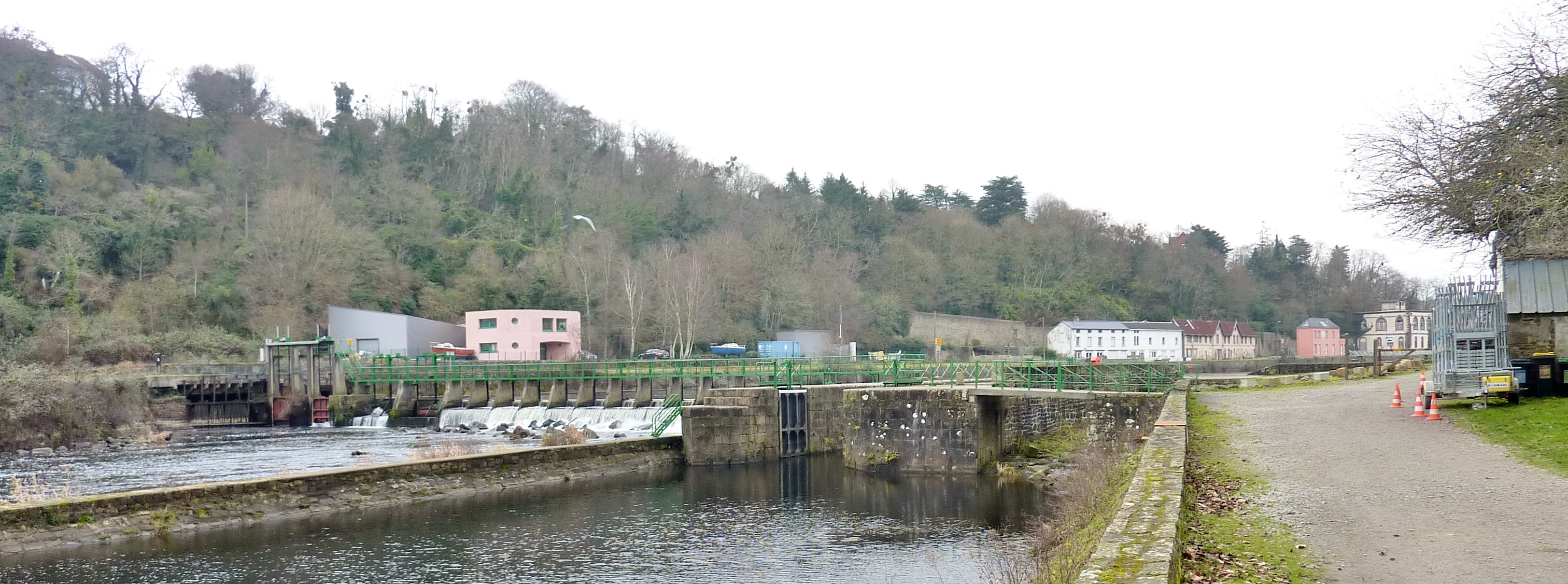
L'écluse n°26, dite du Grand-Barrage, sur le Blavet et le site des anciennes Forges d'Hennebont en 2017.
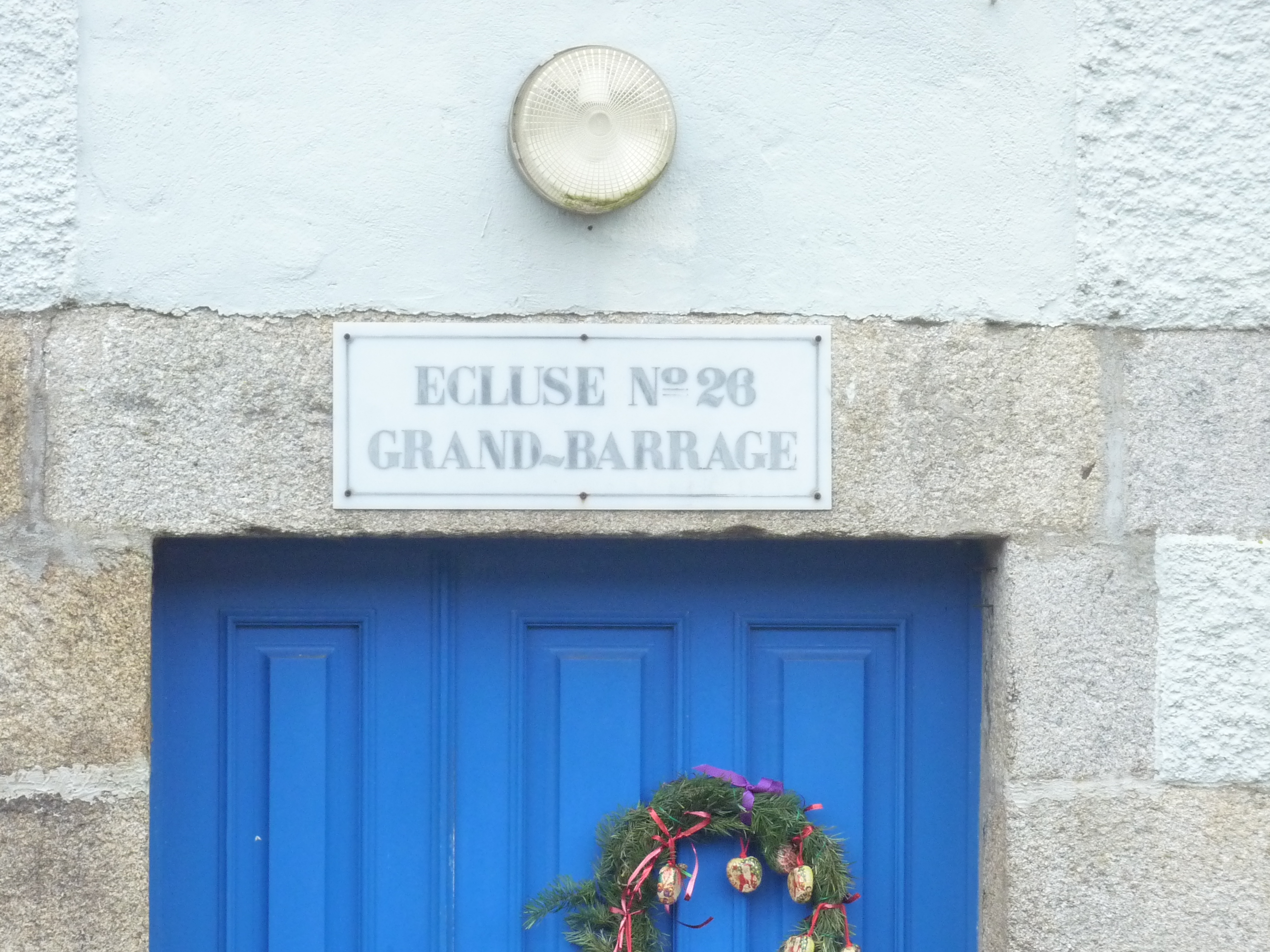
Hennebont : la maison éclusière du Grand-Barrage (écluse n°26 sur le Blavet, face à Inzinzac-Lochrist) , détail.

### Sources et bibliographie
- Gisèle Le Rouzic, La Montagne des Forges d'Hennebont : mémoires, Écomusée d'Inzinzac-Lochrist, 1984 (ISBN 978-2-905261-00-7)
- Gisèle Le Rouzic et Madeleine Rebérioux, Voyage aux forges d'Hennebont : 1860-1945 : mémoires, Ed. La Digitale, 1984 (OCLC 408520318).
- Gisèle Le Rouzic, La bataille des Forges d'Hennebont : mémoires, Digitalle, 1986 (OCLC 22322091).
- Jean-Pierre Hélias et Yveline Hélias, Des forges à la SBFM, Pont-Scorff, Imprim'art, 1995, 114 p. (ISBN 2-9509460-0-3)
- Morvan Lebesque, Comment peut-on être breton ? Essai sur la démocratie française, Éd. du Seuil, coll. « L'Histoire Immédiate », 1970, préface de Gwenc’hlan Le Scouëzec.

### Vidéographie
- ORTF, « Fermeture des forges d'Hennebont », sur fresques.ina.fr, Institut national de l'audiovisuel, 13 février 1967 (consulté le 15 mars 2015) [vidéo] (43 secondes)